# Rise of Kronos
Rise of Kronos ist eine deutsche Death-Metal-Band aus Hamburg, die unter diesem Namen seit Anfang 2021 agiert. Zuvor hieß das Quartett elf Jahre lang Surface.

## Geschichte
Inspiriert von der griechischen Mythologie gründeten Sänger und Gitarrist Tom Robinson und Schlagzeuger Marco Bechreiner die Band Surface Anfang 2010 in Hamburg. Mit dem Einstieg von Bassist Timo Petersen und dem zweiten Gitarristen Jason Coffi wuchs die Gruppe zum Quartett. Die Veröffentlichung des Debütalbums Where the Gods Divide erfolgte im Dezember 2011 und gut neun Monate später erschien zu dem darauf enthaltenen Stück Hateful Fury das erste offizielle Musikvideo. Zum Zeitpunkt der Videoveröffentlichung konnte die Band Auftritte im Vorprogramm u. a. von Kreator, Megadeth und Fear Factory vorweisen.
Anfang April 2015 folgte die Veröffentlichung des zweiten Albums Rise of Kronos, zudem war die Band für die 2015er-Auflage des Metal Bash Open Airs Anfang Mai bestätigt und wenige Wochen später für die nächste Auflage 2016. In dieser Periode kam es auch zu den ersten beiden Besetzungswechseln: Erst stieg 2015 Timo Petersen aus und wurde 2016 durch Tim Broscheit ersetzt; dann schied 2017 Jason Coffi aus und die Position als zweiter Gitarrist wurde im Folgejahr durch Johnny Ritter neu ausgefüllt. Nachdem die ersten beiden Alben in Eigenregie erschienen, dockte das Quartett für das dritte Werk 2019 bei Reaper Entertainment aus Münster an. Das ein Jahr zuvor gegründete deutsche Musiklabel hatte bis dato u. a. Alben von Dead Alone und Parasite Inc. veröffentlicht.
Anfang 2021 benannte sich die Band von Surface in Rise of Kronos um, um eigenen Angaben zufolge die Verbindung des Bandkonzepts mit der griechischen Mythologie noch deutlicher herauszustellen. Im Sommer desselben Jahres wurde zu dem Song Cycles, ein Duett mit Britta Görtz (Critical Mess, ex-Cripper), ein Video veröffentlicht und im Dezember unterschrieb die Band bei MDD Records. Ende März 2022 wurde dort Council of Prediction veröffentlicht, das erste Album unter dem neuen Namen. Mit diesem Werk im Gepäck ging die Band ab September 2022 mit Debauchery/Blood God auf die „Blutfest“-Tour durch Deutschland.

## Stil
Was die Band spielt, sei „moderner, fett produzierter Death Metal mit einigen Thrash Anleihen“, urteilte der Rezensent des Webzines Stormbringer.at über Council of Prediction (2022). Zum selben Album schrieb Gregor Olm vom Rock Hard, dass die Band nach dem Namenswechsel und mit dem vierten Album, „grob skizziert, von modernem Thrash auf modernen Death Metal umgestiegen“ sei. Beim Schweizer Webzine Metal Factory wurde die Musik als „straighter Death Metal“ bezeichnet und als Referenzen fielen u. a. die Namen von At the Gates, Entombed, Dismember und Hypocrisy.
Zum vorhergehenden Werk River of Souls, dem dritten und letzten vor der Umbenennung, hieß es bei Time 4 Metal, dass der „Schwerpunkt auf Thrash und Hardcore“ liege. In seiner Besprechung des 2015er-Albums Rise of Kronos, dem zweiten Werk unter dem Namen Surface, schrieb der Rezensent von Powermetal.de in seinem Fazit, dass die Band „tadellosen Modern Thrash mit leichtem Todesbleieinschlag“ spiele. Zudem hörte er insbesondere beim Schlagzeug einen leichten Hardcore-Einschlag heraus. Auch notierte er rückblickend zum Debütalbum, dass dort der „Thrash Metal die Zügel in der Hand“ halte und es „Modern-Elemente“ sowie „zahlreiche Death-Metal-Einflüsse“ gebe.

## Bandmitglieder

Rise of Kronos live auf dem Metal Frenzy 2022 in Gardelegen
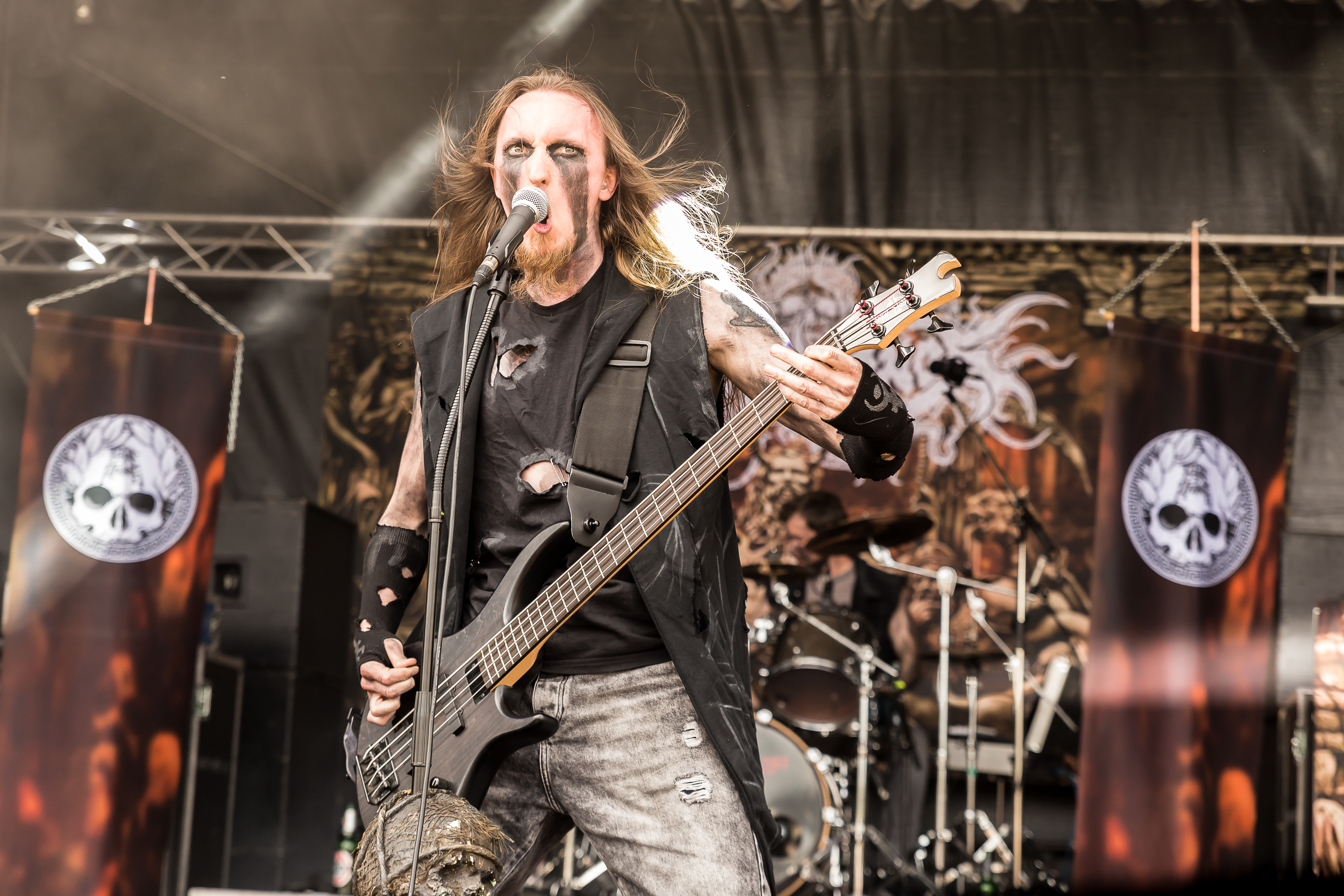
Bassist und Sänger Tim Broscheit
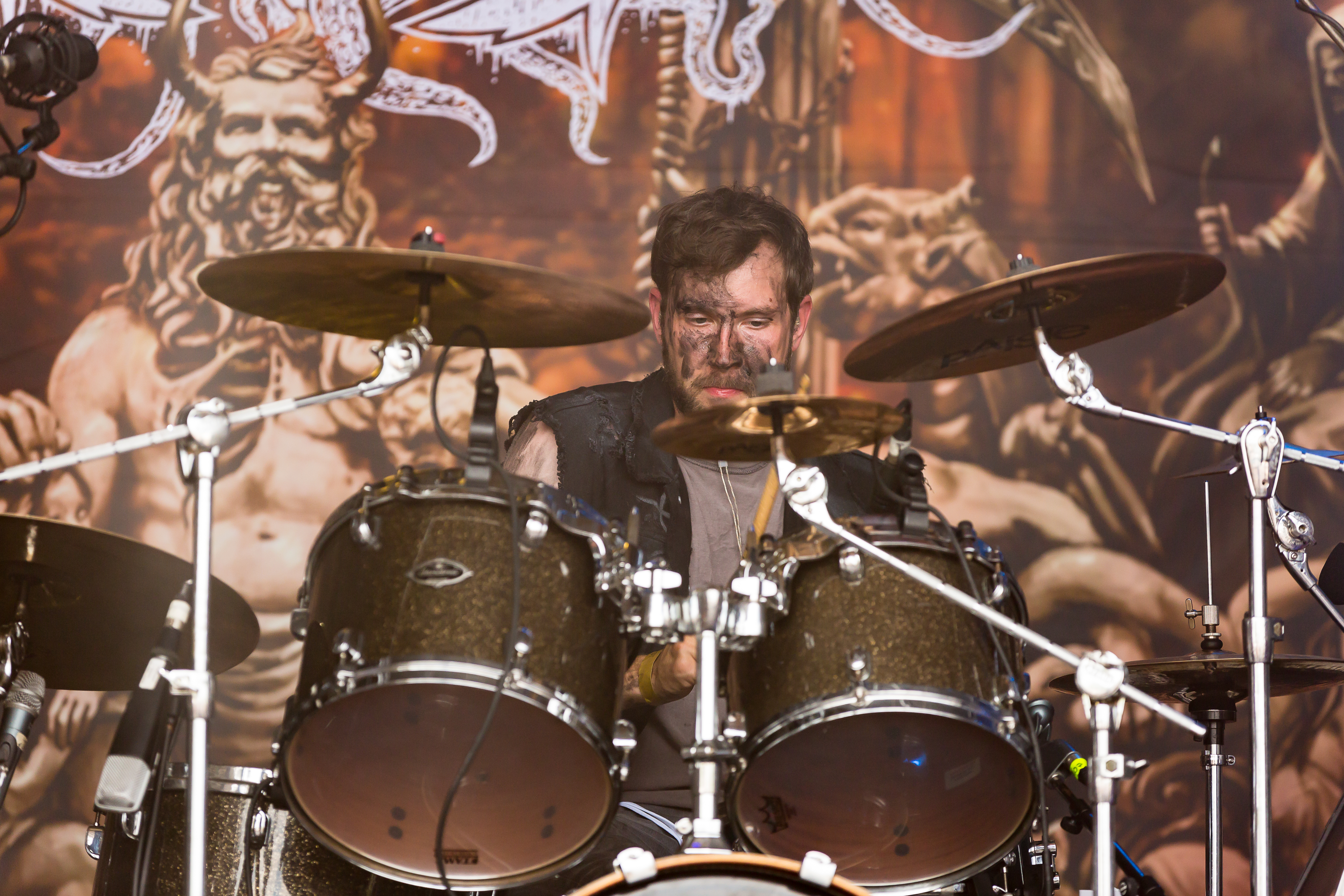
Schlagzeuger Marco Bechreiner
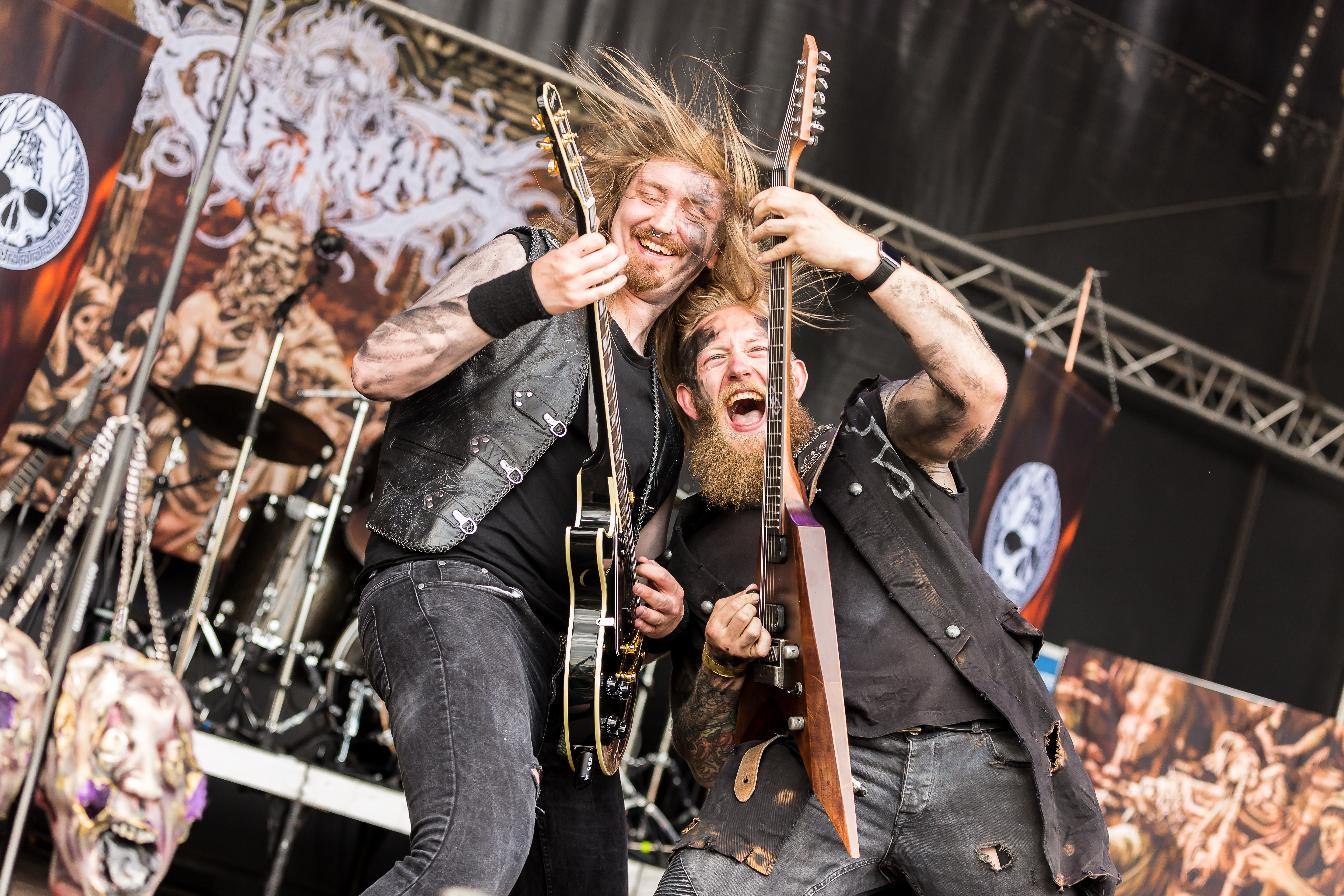
Gitarrist Johnny Ritter sowie Sänger und Gitarrist Tom Robinson

Zeitstrahl

## Diskografie
als Surface:
- 2011: Where the Gods Divide (Selbstverlag)
- 2015: Rise of Kronos (Selbstverlag)
- 2019: River of Souls (Reaper Entertainment)

als Rise of Kronos:
- 2022: Council of Prediction (MDD Records (CD), Kernkraftritter Records (LP))
- 2024: Where The Gods Return (Selbstverlag)
- 2024: Imperium (Selbstverlag)